# Heteropterys schulziana
Heteropterys schulziana är en tvåhjärtbladig växtart som beskrevs av W.R. Anderson. Heteropterys schulziana ingår i släktet Heteropterys och familjen Malpighiaceae. Inga underarter finns listade i Catalogue of Life.